# 石人沟后堵泡
石人沟后堵泡是一个位于中国黑龙江省大庆市的淡水湖，面积约为5.93平方千米，属于东北平原。它的一级流域为黑龙江流域，二级流域为松花江水系。